# Tunshuq al-Muzzaffariyya
 (mars 2025).
 (novembre 2023).
Dame  Tunshuq al-Muzzaffariyya  était une femme de la noblesse de Jérusalem de la deuxième moitié du XIVe siècle. Selon les chroniques de Mujir al-Din, elle était femme d’un dirigeant mamlouk à Jérusalem. Elle est connue pour son palais et le mausolée adjacent où elle repose.

## Contributions
Dame Tunshuq fit construire d’un palais et mausolée à Jerusalem en 1388 dans le style Mamlouk circassien, nommé  dar al-Sitt Tunshuq ou encore 
 Qasr wa-Turbat al-Sitt Tunshuq al-Muzaffariyya. Ce palais fut plus tard incorporé en 1552 dans le complexe de Hürrem Sultan. Le bâtiment deviendra la résidence du gouverneur ottoman de Jérusalem au XIXe siècle. 